# A lyga 2020
La A lyga 2020 è stata la 31ª edizione della massima divisione del campionato lituano di calcio. La stagione, iniziata il 7 marzo 2020, è stata subito sospesa il 12 marzo a causa della pandemia di COVID-19; è ripresa il 30 maggio per terminare il 14 novembre 2020. Il Sūduva era la squadra campione in carica. Lo Žalgiris ha conquistato il trofeo per l'ottava volta nella sua storia.

## Stagione

### Novità
Durante la A lyga 2019 lo Stumbras era stato dichiarato fallito, mentre a fine stagione Atlantas e Palanga, nonostante avessero manifestato la volontà di partecipare alla A lyga, sono state squalificate dopo un'inchiesta sul calcioscommesse. Dalla 1 Lyga 2019 è stato promosso il Džiugas Telšiai, che però non ha ottenuto la licenza per partecipare alla massima serie, e il Banga Gargždai, che ha vinto lo spareggio.

### Formula
Il campionato è composto di 6 squadre e ogni squadra affronta le altre squadre sei volte, tre volte in casa e tre volte in trasferta, per un totale di 30 giornate. Tutte le squadre accedono alla seconda fase per la definizione delle posizioni finali. Nessuna squadra retrocede in 1 Lyga.
Nella seconda fase ciascuna squadra affronta le altre una volta sola per un totale di cinque giornate, con le squadre che mantengono i punti conquistati nella stagione regolare. La squadra prima classificata è campione di Lituania ed è ammessa al primo turno di qualificazione della UEFA Champions League 2021-2022. Le squadre classificate al secondo e terzo posto sono ammesse al primo turno di qualificazione della UEFA Europa Conference League 2021-2022, assieme alla vincitrice della Coppa di Lituania, che, invece, si qualifica per il secondo turno.

### Avvenimenti
A causa del protrarsi della sosta provocata dalla diffusione della pandemia di COVID-19, è stato stabilito che le sei squadre si affrontano quattro volte soltanto, invece di sei, per un totale di 20 giornate, eliminando anche la seconda fase; inoltre non è prevista alcuna retrocessione.

## Squadre partecipanti
| Club           | Città       | Stadio                      | Stagione precedente  |
| -------------- | ----------- | --------------------------- | -------------------- |
| Banga Gargždai | Gargždai    | Gargždų miesto stadionas    | 2º posto in 1 lyga   |
| Kauno Žalgiris | Kaunas      | FA Kauno Žalgiris stadionas | 4º posto in A lyga   |
| Panevėžys      | Panevėžys   | Aukštaitijos stadionas      | 5º posto in A Lyga   |
| Riteriai       | Vilnius     | Stadio LFF                  | 3º posto in A lyga   |
| Sūduva         | Marijampolė | Hikvision Arena             | Campione di Lituania |
| Žalgiris       | Vilnius     | Stadio LFF                  | 2º posto in A lyga   |

## Classifica finale
|                     | Pos. | Squadra        | Pt | G  | V  | N | P  | GF | GS | DR  |
| ------------------- | ---- | -------------- | -- | -- | -- | - | -- | -- | -- | --- |
| Lituania (bandiera) | 1.   | Žalgiris       | 45 | 20 | 14 | 3 | 3  | 42 | 14 | +28 |
|                     | 2.   | Sūduva         | 43 | 20 | 13 | 4 | 3  | 32 | 18 | +14 |
|                     | 3.   | Kauno Žalgiris | 38 | 20 | 12 | 2 | 6  | 30 | 18 | +12 |
|                     | 4.   | Banga Gargždai | 16 | 20 | 3  | 7 | 10 | 16 | 30 | -14 |
| [ 5 ]               | 5.   | Panevėžys      | 12 | 20 | 2  | 6 | 12 | 19 | 38 | -19 |
|                     | 6.   | Riteriai       | 12 | 20 | 2  | 6 | 12 | 17 | 38 | -21 |

Legenda:
      Campione di Lituania e ammessa alla UEFA Champions League 2021-2022.
      Ammesse alla UEFA Europa Conference League 2021-2022.
Note:
Tre punti a vittoria, uno a pareggio, zero a sconfitta.
La classifica viene stilata secondo i seguenti criteri:
- Punti conquistati
- Punti conquistati negli scontri diretti
- Differenza reti negli scontri diretti
- Differenza reti generale
- Reti totali realizzate
- Partite vinte
- Posizionamento delle squadre riserve nel campionato riserve

## Risultati
|                  | Ban     | Kau     | Pan     | Rit     | Sūd     | Žal     |
| ---------------- | ------- | ------- | ------- | ------- | ------- | ------- |
| Banga Gargždai   | ––––    | 1-1 1-2 | 2-0 3-3 | 1-1     | 0-2 1-2 | 0-1 0-4 |
| Kauno Žalgiris   | 2-0 2-3 | ––––    | 2-0 3-2 | 2-1 1-0 | 0-1 3-0 | 0-1     |
| Panevėžys        | 2-1 1-1 | 0-2 0-1 | ––––    | 2-1 1-1 | 1-3 1-1 | 1-2     |
| Riteriai         | 0-1 4-0 | 0-3 0-1 | 1-1     | ––––    | 1-3 1-2 | 0-7 2-2 |
| Sūduva           | 1-0 0-0 | 1-0 1-1 | 3-0 1-0 | 1-0 7-1 | ––––    | 1-1 2-0 |
| Žalgiris Vilnius | 0-0 1-0 | 2-3 3-1 | 4-0 3-2 | 0-1 1-0 | 4-0 3-0 | ––––    |

## Statistiche

### Classifica marcatori
| Gol |  |  | Giocatore           | Squadra          |
| --- |  |  | ------------------- | ---------------- |
| 13  |  |  | Hugo Vidémont       | Žalgiris Vilnius |
| 11  |  |  | Josip Tadić         | Sūduva           |
| 8   |  |  | Linas Pilibaitis    | Kauno Žalgiris   |
| 6   |  |  | Liviu Antal         | Žalgiris Vilnius |
| 5   |  |  | Mihret Topčagić     | Sūduva           |
| 5   |  |  | Jorge Elias         | Panevėžys        |
| 4   |  |  | Andrija Kaluđerović | Žalgiris Vilnius |
| 4   |  |  | Semir Kerla         | Sūduva           |
| 4   |  |  | Richie Ennin        | Žalgiris Vilnius |
| 4   |  |  | Valērijs Šabala     | Sūduva           |
| 4   |  |  | Emmanuel David      | Kauno Žalgiris   |
| 4   |  |  | Jurij Bušman        | Kauno Žalgiris   |